# Kriegerdenkmal (Kronach)

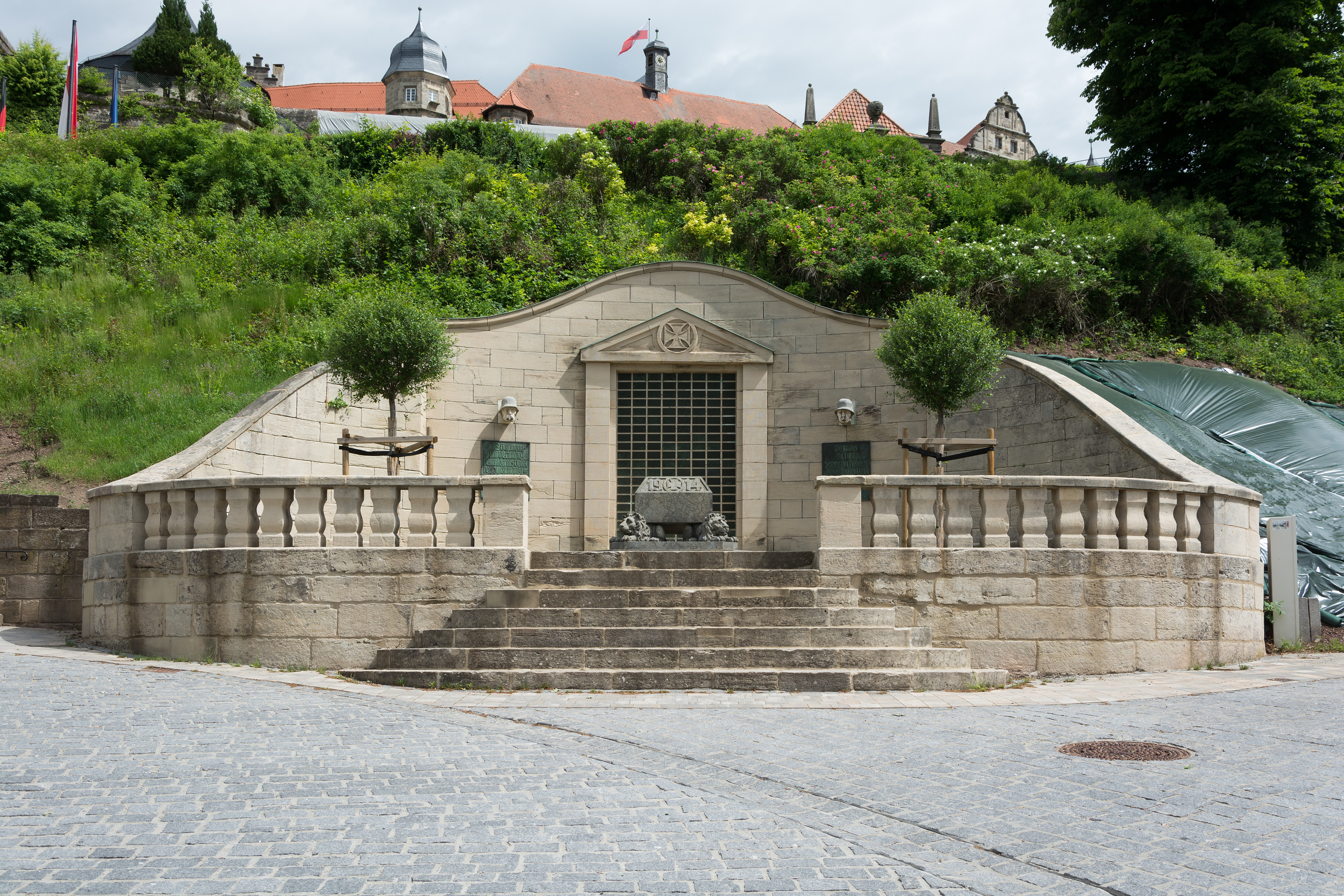
Kriegerdenkmal unterhalb der Festung Rosenberg

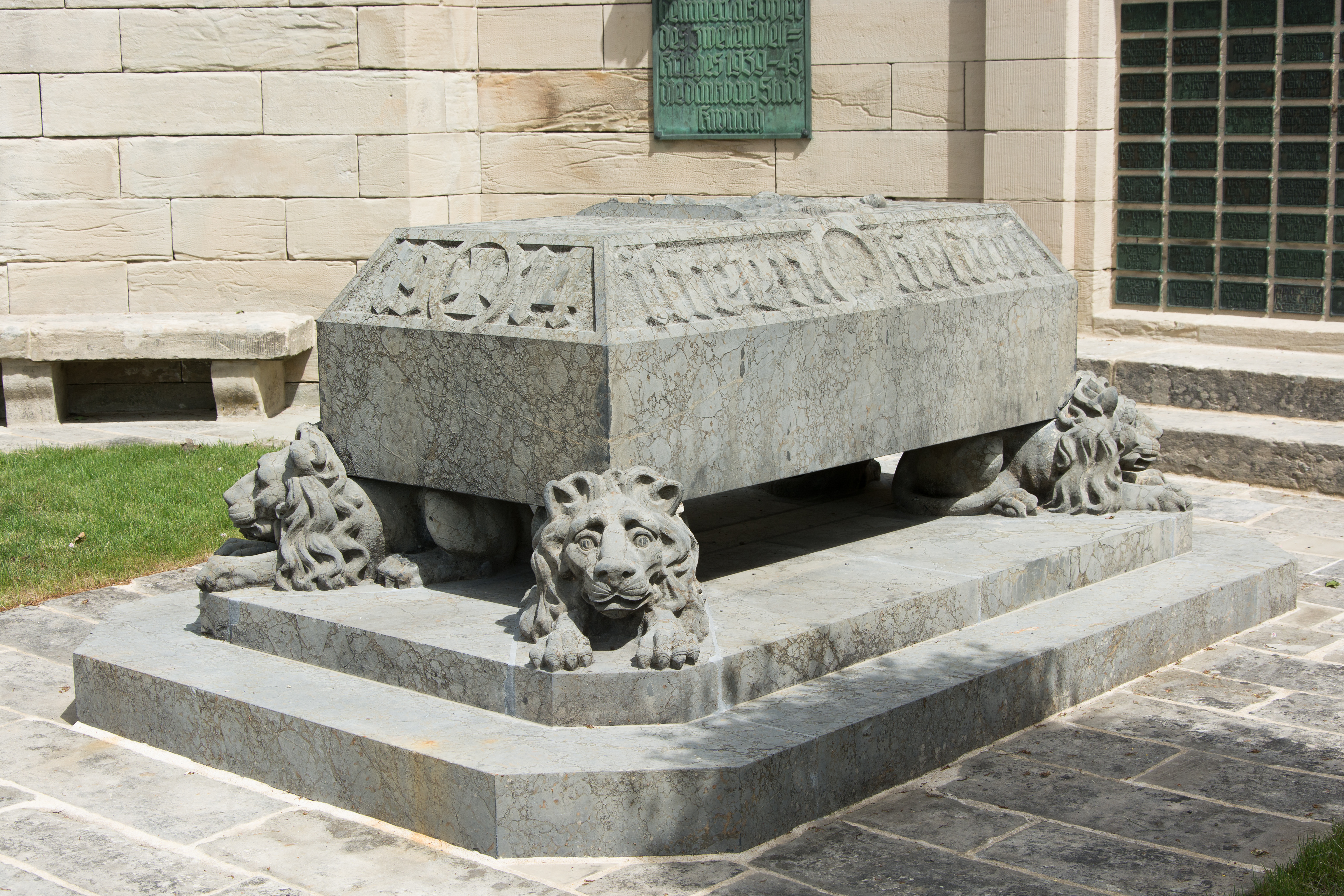
Von vier Löwen getragener Sarkophag

Das Kriegerdenkmal in der oberfränkischen Stadt Kronach ist eine Gedenkstätte für die im Ersten und Zweiten Weltkrieg Gefallenen und Vermissten der Stadt. Es befindet sich am nördlichen Ende der Festungsstraße an einem Hang unterhalb der Festung Rosenberg.

## Beschreibung
Die Gedenkstätte besitzt die Form eines halboffenen Ovals, das mit Futtermauern in den ansteigenden Hang eingefügt ist. In der Mitte steht ein Sarkophag, der von vier auf einem flachen Podest liegenden Löwen getragen wird. An der Wand hinter dem Sarkophag sind Metalltafeln mit den Namen und den Sterbedaten der Gefallenen des Ersten Weltkrieges angebracht. Links und rechts der Wand mit den Namenstafeln ist je eine steinerne Büste eines behelmten Soldaten an der Steinmauer befestigt.
Unterhalb der beiden Soldatenköpfe befinden sich Schrifttafeln aus Metall, die nach 1945 angebracht wurden und an die über 500 Gefallenen und Vermissten des Zweiten Weltkriegs erinnern.

## Geschichte
Das Mahnmal entstand im Jahr 1935 nach einem Entwurf des Kronacher Künstlers Gottfried Neukam für die Gefallenen des Ersten Weltkriegs und wurde 1936 eingeweiht. Am Standort der Gedenkstätte befanden sich ursprünglich neben zwei Bäumen, die in das Bauwerk integriert wurden, ein Treppenaufgang zum Eingangstor der Festung Rosenberg und ein Bildstock; dieser wurde für den Bau der Gedenkstätte um etwa 50 m nach Westen in die Spitzkehre der Auffahrt zur Festung versetzt.
Das Kriegerdenkmal steht als Baudenkmal unter Denkmalschutz. Die beiden Bäume wurden im Laufe der Zeit entfernt. Im Jahr 2020 wurde die baufällig gewordene Gedenkstätte umfassend saniert. Zwei an den ehemaligen Standorten der beiden Bäume gepflanzte Lorbeerbüsche wurden im Zuge der Arbeiten entfernt und an ihrer Stelle wieder neue Bäume angepflanzt.
Bei der seit 1633 jährlich in Kronach stattfindenden Schwedenprozession dient die Gedenkstätte als eine der vier Stationen auf dem Prozessionsweg.